# Kleineibenstein
Kleineibenstein (auch Klein-Eibenstein) ist eine Ortschaft in der Stadtgemeinde Gmünd im Bezirk Gmünd in Niederösterreich mit 189 Einwohnern (Stand 1. Jänner 2024).

## Geografie
Das Dorf befindet sich nördlich von Großeibenstein am rechten Ufer der Lainsitz. Die aus Großeibenstein kommende Landesstraße L8217 führt seitlich am Ort vorüber und weiter nach Breitensee, jedoch besteht im Ort auch die Möglichkeit, nach Ludwigsthal abzubiegen.

## Geschichte
Im Jahr 1822 wurde das Dorf mit zehn Häusern beschrieben und war nach Gmünd eingepfarrt, wohin auch die Kinder eingeschult wurden. Die Herrschaft Gmünd besaß die Ortsobrigkeit, besorgte die Konskription, übte die Landgerichtsbarkeit aus und verfügte über sämtliche Untertanen und Grundholde im Ort. Der Franziszeische Kataster von 1823 zeigt an der Stelle einen namenlosen Ort. Es sind einige Gehöfte erkennbar, die den heutigen Ortskern darstellen. Bis 1867 war der Ort dem Amtsbezirk Schrems zugeteilt. Im Rahmen der Niederösterreichischen Kommunalstrukturverbesserung trat im Jahr 1972 die damalige Gemeinde Eibenstein, bestehend aus Breitensee, Grillenstein  Großeibenstein, Kleineibenstein und Ludwigsthal, der Stadtgemeinde Gmünd bei.

## Persönlichkeiten
- Johann Höllrigl (1841–1917), Pfarrer, Dechant, Direktor des Taubstummen-Instituts und Autor, wurde hier geboren
- Edgar Schober (1926–2016), Landwirtschaftslehrer, Politiker und Abgeordneter zum Landtag, wurde hier geboren